# Helgelandsmoen
Helgelandsmoen är en tätort som till större delen ligger i Hole kommun i Buskerud fylke i sydöstra Norge. En mindre del av orten finns i angränsande Ringerike kommun. Orten ligger vid fylkesväg 2854, söder om staden Hønefoss.